# Tibeti feketerigó
A tibeti feketerigó (Turdus maximus) a madarak osztályának verébalakúak (Passeriformes) rendjébe és a rigófélék (Turdidae) családjába tartozó faj.

## Rendszerezése
A fajt Henry Seebohm angol ornitológus írta le 1881-ben, a Merula nembe Merula maxima néven.

## Előfordulása
Kína, Tibet, India és Nepál területén honos. Természetes élőhelyei a szubtrópusi vagy trópusi magaslati cserjések. Vonuló faj.

## Megjelenése
Átlagos testhossza 28 centiméter.

## Természetvédelmi helyzete
Az elterjedési területe rendkívül nagy, egyedszáma pedig stabil. A Természetvédelmi Világszövetség Vörös listáján nem fenyegetett fajként szerepel.